# تناظر الأزهار
تناظر الأزهار هو وصف لقدرة الزهرة، وخاصة غلافها الزهري، على الانقسام إلى جزأين أو أكثر يكونان متماثلين أو يعكسان بعضهما البعض. في بعض الحالات النادرة، قد تفتقر الأزهار إلى أي محور تناظر تمامًا، وغالبًا ما يكون ذلك نتيجة لترتيب أجزائها بطريقة حلزونية.

## الأزهار ثنائية التناظر
الأزهار ثنائية التناظر، أو كما تُعرف بالأزهار ذات التناظر الثنائي، هي تلك التي يمكن تقسيمها عبر مستوى واحد فقط إلى جزأين متطابقين يعكسان بعضهما البعض، تمامًا كوجه الإنسان أو أجنحة الفراشة. ومن أبرز الأمثلة على هذا النوع من الأزهار: زهور سحلبية العث وأزهار عائلة الشفويات (مثل الخنازيريات والغزنريات). ويُشار إلى هذه الأزهار أيضًا بمصطلح أحادية التناظر.
هذا النمط الفريد من التناظر ليس مجرد جمال شكلي، بل له دور حيوي في عملية التلقيح. فهو يُجبر الملقحات، كالحشرات، على التفاعل مع أجزاء محددة من الزهرة، مما يضمن توجيه حبوب اللقاح إلى مواضع دقيقة. هذا الأسلوب الفعال قد يؤدي في بعض الأحيان إلى ظهور أنواع نباتية جديدة نتيجة للتخصص في التلقيح.
مع ذلك، فإن الأزهار ثنائية التناظر تُعد أقل انتشارًا مقارنة بالأزهار شعاعية التناظر. كما أن اعتمادها على عدد محدود من الملقحات يجعلها أكثر عرضة للتأثر بتراجع أعداد هذه الملقحات، مما يزيد من خطر انقراضها.